# Chaetodon trifasciatus
Chaetodon trifasciatus – gatunek morskiej ryby z rodziny chetonikowatych.

## Występowanie
Występuje w Oceanie Indyjskim i Oceanie Spokojnym. Preferuje wody tropikalne. Pływa na głębokości do 30 metrów w okolicy raf koralowych.

## Charakterystyka
Dorasta do 15 cm długości. Jest gatunkiem terytorialnym. Pływa zwykle w parach. Żywi się polipami koralowców. 